# Волосян, Анастасия Михайловна
Анастасия Михайловна Волосян (укр. Анастасія Михайлівна Волосян; род. 1917 год — дата и место смерти не известны) — колхозница, звеньевая Весёло-Подолянского свеклосовхоза Министерства пищевой промышленности СССР, Семёновский район, Полтавская область, Украинская ССР. Герой Социалистического Труда (1949).
После Великой Отечественной войны трудилась звеньевой свекловодческого звена в Весёло-Подолянском свеклосовхозе Семёновского района. В 1948 году на своём участке площадью 3,3 гектара собрала в среднем по 630 центнеров сахарной свеклы с каждого гектара. 29 августа 1949 года указом Президиума Верховного Совета СССР была удостоена звания Героя Социалистического Труда за выдающиеся трудовые достижения.